# Roger Giroux
Roger Giroux, född 1925, död 1974, var en fransk poet. Girouxs första bok belönades med priset Prix Max Jacob. Översättare av William Butler Yeats, Lawrence Durrell, Rosmarie Waldrop, och andra. Ett smakprov av hans dikter finns i The Random House Book of Twentieth-Century French Poetry, redigerad av Paul Auster, och som anses vara den bästa antologin över modern fransk diktning utgiven i engelsk översättning. Bland hans verk kan nämnas: L'autre temps (1964). Postuma verk: Voici (1974), Théâtre (1976), S (1977), L'arbre le Temps suivi de Lieu-Je et de Lettre (1977). På sistone: Poème (éd. Théâtre typographique, 2007) och Journal d'un poème (éd. Eric Pesty, 2011).